# Alara Bozbey
Alara Bozbey (* 21. Februar 1986 in Litauen als Aliona Bozbey) ist eine türkische Schauspielerin.

## Leben und Karriere
Alara Bozbey wurde am 21. Februar 1986 in Litauen als Aliona geboren. Später zog sie mit ihrer Mutter in die Türkei. Anschließend bekam sie die türkische Staatsangehörigkeit und änderte ihre Vorname in Alara um. Außerdem war Bozbey 2007 in der Fernsehserie Evimin Erkeği zu sehen. 2008 spielte sie in dem Film Super Ajan K9 mit. Von 2010 bis 2011 wurde Bozbey für die Serie Karadağlar gecastet. Unter anderem bekam sie 2017 in Dolunay die Hauptrolle. Bozbey spielte 2021 in Mahkum eine Nebenrolle.

## Filmografie (Auswahl)
Filme
- 2008: Super Ajan K9

Serien
- 2006: Arka Sokaklar
- 2007: Evimin Erkeği
- 2008: Prenses Perfinya
- 2010–2011: Karadağlar
- 2017: Dolunay
- 2019–2020: Benim Adım Melek
- 2021: Mahkum